# ایستگاه متروی منشن هاوس
ایستگاه متروی منشن هاوس (انگلیسی: Mansion House tube station) یکی از ایستگاه‌های متروی لندن است.
این ایستگاه که در سیتی لندن قرار دارد در سال ۱۸۷۱ تأسیس شده و جزئی از خط سیرکل و خط ناحیه متروی لندن می‌باشد.

## نگارخانه

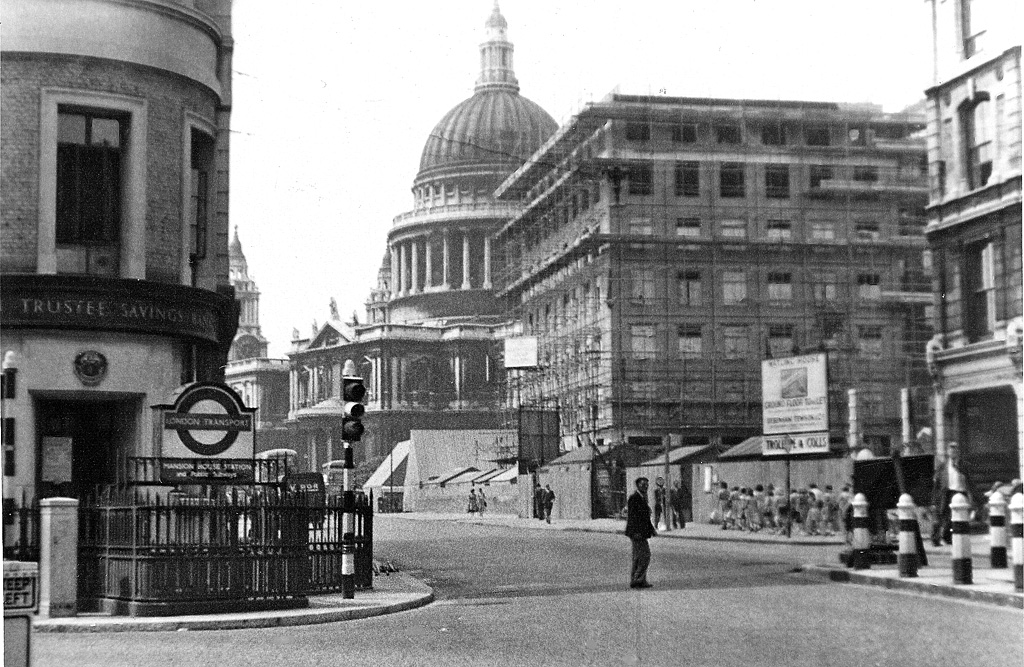
ساختمان ایستگاه، ۱۹۵۵
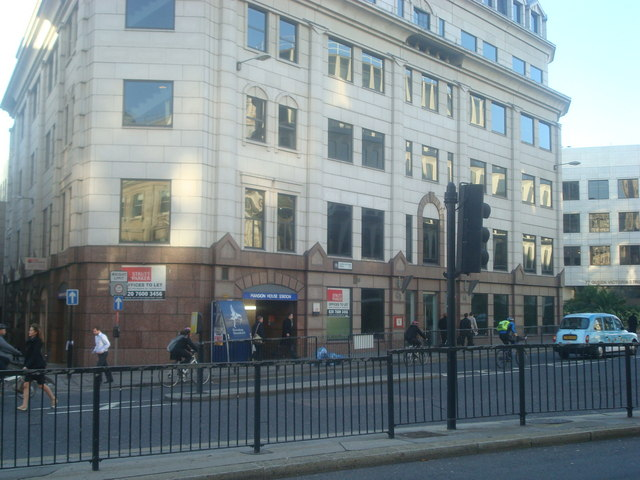
ساختمان ایستگاه، ۲۰۰۹
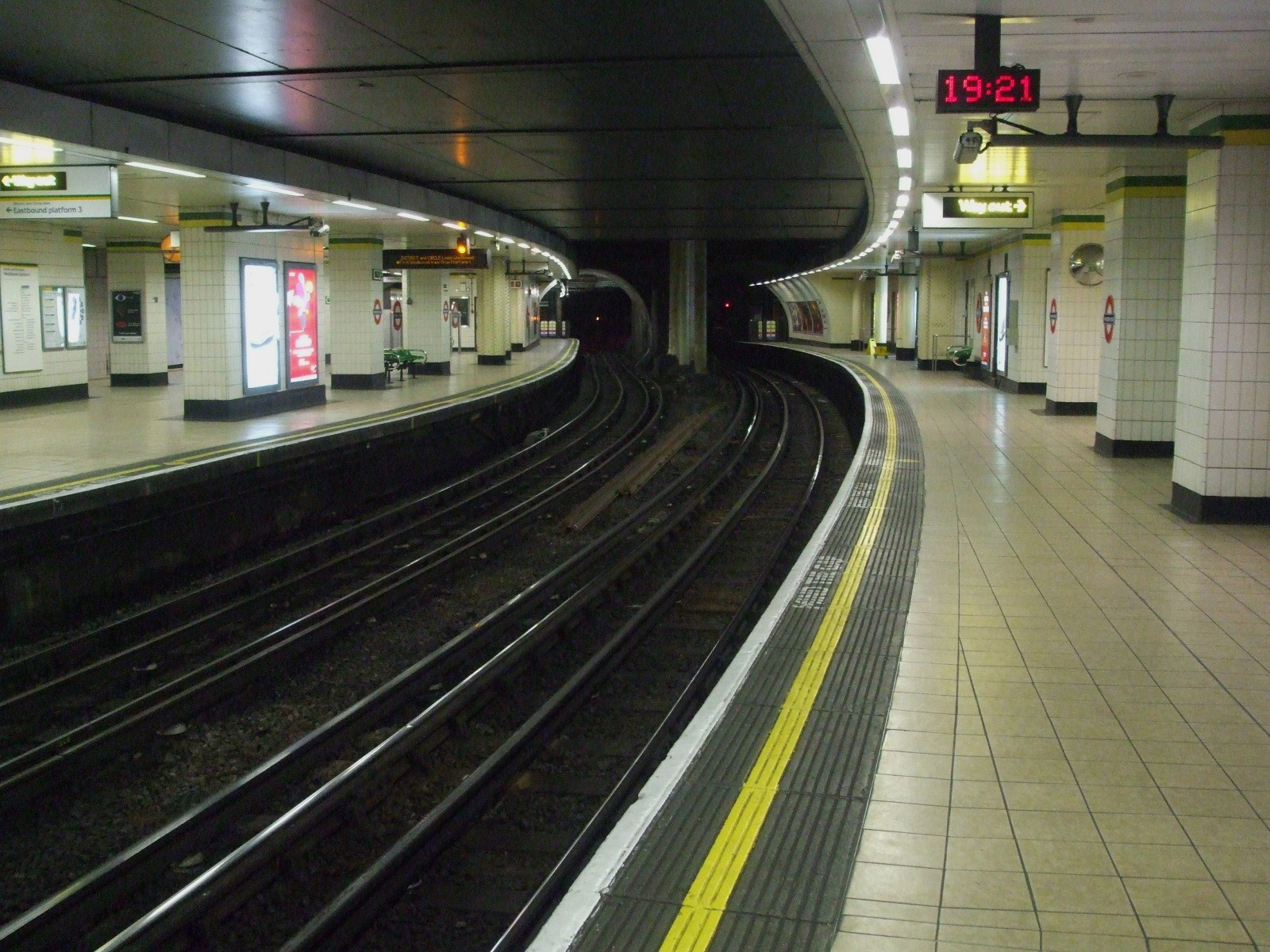
سکو ایستگاه
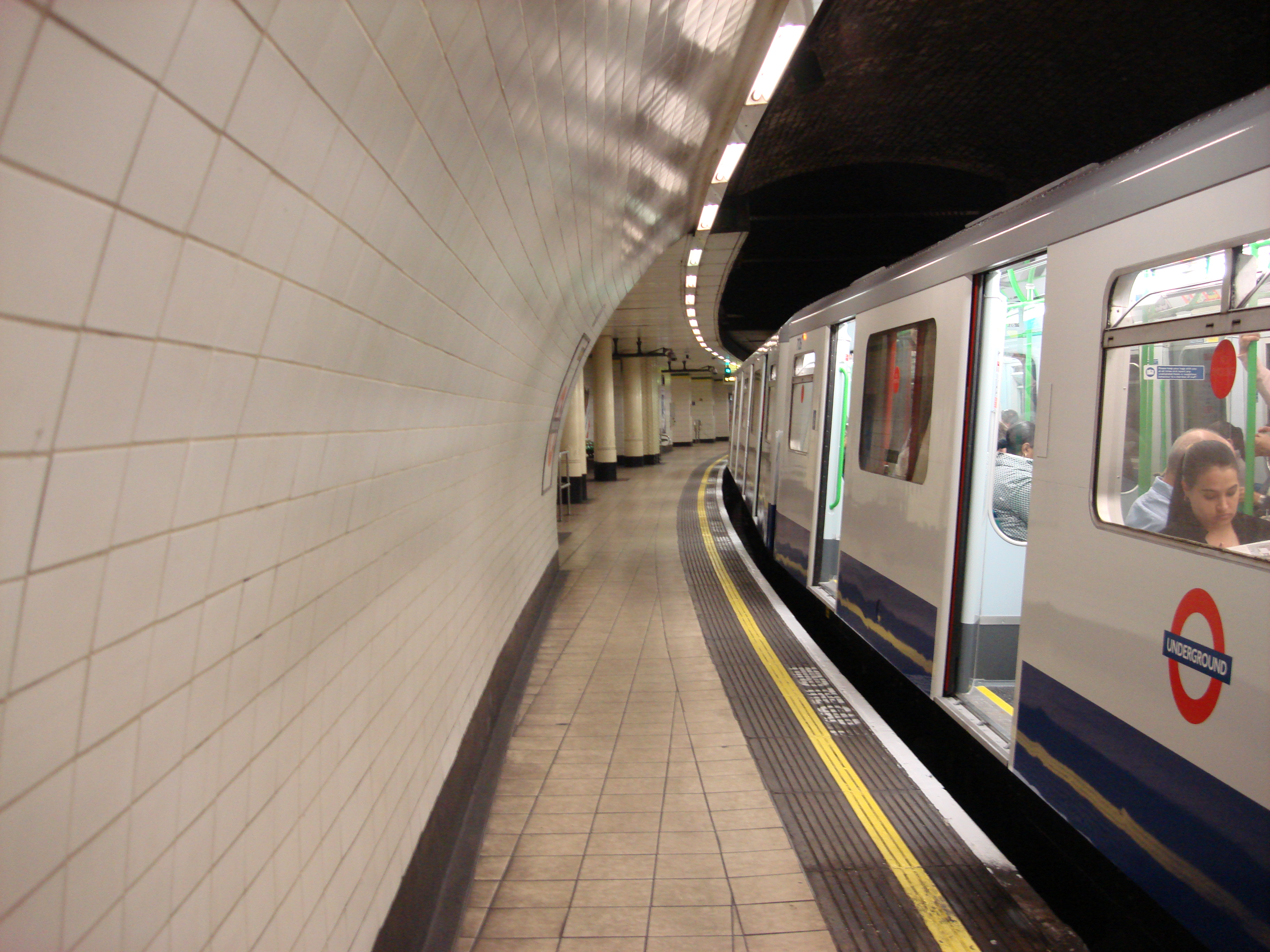
سکو ایستگاه